# Fastlane (2018)
L'édition 2018 de Fastlane est un Premium Live Event de catch (lutte professionnelle) produit par la World Wrestling Entertainment, une fédération de catch américaine qui est télédiffusée et visible en paiement à la séance sur le WWE Network, ainsi que gratuitement sur la chaîne de télévision française AB1. L'événement a eu lieu le 11 mars 2018 au Nationwide Arena à Columbus, dans l'état de l'Ohio, Il s'agit de la quatrième édition de Fastlane, pay-per-view annuel qui est produit uniquement pour la division SmackDown.

## Contexte
Les spectacles de la World Wrestling Entertainment (WWE) sont constitués de matchs aux résultats prédéterminés par les scénaristes de la WWE. Ces rencontres sont justifiées par des storylines – une rivalité avec un catcheur, la plupart du temps – ou par des qualifications survenues dans les shows de la WWE telles que Raw, SmackDown et NXT. Tous les catcheurs possèdent une gimmick, c'est-à-dire qu'ils incarnent un personnage gentil (Face) ou méchant (Heel), qui évolue au fil des rencontres. Un événement comme Fastlane est donc un événement tournant pour les différentes storylines en cours,.

## Tableau des matchs
| Ordre par numéros | Résultat | Stipulation(s)                                              | Temps |
| --- | --- | ----------------------------------------------------------- | ----- |
| 1P | Breezango (Fandango et Tyler Breeze) et Tye Dillinger battent Chad Gable, Shelton Benjamin et Mojo Rawley           | 6-Man Tag Team match                                        | 7:25  |
| 2 | Shinsuke Nakamura bat Rusev (avec Aiden English)                                                                    | Match simple                                                | 14:50 |
| 3 | Randy Orton bat Bobby Roode (c)                                                                                     | Match simple pour le WWE United States Championship         | 19:15 |
| 4 | Natalya et Carmella battent Becky Lynch et Naomi                                                                    | Tag Team match                                              | 8:55  |
| 5 | The Usos (Jimmy et Jey) (c) contre The New Day (Kofi Kingston et Xavier Woods) (avec Big E) se termine en match nul | Tag Team match pour les WWE SmackDown Tag Team Championship | 9:00  |
| 6 | Charlotte Flair (c) bat Ruby Riott par soumission                                                                   | Match simple pour le WWE SmackDown Women's Championship     | 13:45 |
| 7 | AJ Styles (c) bat Kevin Owens, John Cena, Dolph Ziggler, Baron Corbin et Sami Zayn                                  | 6-Pack Challenge match pour le WWE Championship             | 21:55 |
| La lettre C placée entre parenthèses désigne la personne ou l’équipe championne en titre. P – indique que le match a eu lieu lors du pré-show | |                                                             |       |

## Annexe